# Dara
Dara je ženské nebo i mužské jméno nejasného původu.
Ženská jména
- V hebrejštině znamená perla moudrosti.
- Ve svahilštině se vykládá jako krásný člověk.
- V khmerštině je to jméno jak pro děvčata, tak pro chlapce a znamená Hvězda.
- V indonéštině znamená dívka, mladá žena nebo panna.
- V turečtině i panjabi znamená velitelka
- V perštině znamená zdravý i úspěšný a používá se jako chlapecké jméno

Mužská jména
- V Irské gaelštině se vykládá se jako syn dubu nebo dubový syn. Pochází z irského jména Daire, výslovnost právě Dara. V irské a skotské gaelštině Dara znamená druhý.

## Známí nositelé
ženy
- Dara Birnbaum, video-umělkyně
- Dara Brownová, americká televizní reportérka
- Dara Hornová, americká spisovatelka a profesorka na univerzitě
- Dara Hartmanová, divadelní herečka
- Dara Harrisová, svatební fotografka
- Dara Joy Mcleanová, písničkářka
- Dara Torresová, americká plavkyně

muži
- Dara, irský drum'n'bassový DJ
- Dara Ó Briain, irský komik